# Joel Derouin
Joel Derouin (nacido el 29 de julio de 1956) es un violinista, concertino, compositor y director musical canadiense. Además de haber trabajado con muchos músicos populares, también es conocido por su trabajo en cine, televisión y teatro.
Comenzó las clases de violín a la edad de cinco años. Pronto se convirtió en uno de los primeros miembros del Riverdale String Ensemble bajo el violinista canadiense Rosemonde Laberge, ganando festivales de música en todo Canadá. Estudió en el Conservatoire de musique et d'art dramatique du Québec en Montreal de 1970 a 1975 y en la Escuela Juilliard en Nueva York de 1975 a 1979.
En 1977, cuando tenía 21 años, fue invitado a hacer una gira con Emerson, Lake & Palmer. Desde entonces, ha viajado con Eric Clapton, Sheryl Crow, Marvin Gaye, Stevie Nicks, Barbra Streisand y Rush.